# ستيفن كينغ (لاعب كرة قدم أسترالية)
ستيفن كينغ (بالإنجليزية: Steven King)‏ هو لاعب كرة قدم أسترالية أسترالي، ولد في 22 نوفمبر 1978 في شيبارتون في أستراليا.

## وصلات خارجية
- ستيفن كينغ على موقع AustralianFootball.com (الإنجليزية)
- ستيفن كينغ على موقع AFLtables.com (الإنجليزية)